# Arroyo de Cuba
Arroyo de Cuba är en ort i Mexiko.   Den ligger i kommunen Candelaria och delstaten Campeche, i den sydöstra delen av landet, 900 km öster om huvudstaden Mexico City. Arroyo de Cuba ligger 109 meter över havet och antalet invånare är 118.
Terrängen runt Arroyo de Cuba är platt. Runt Arroyo de Cuba är det glesbefolkat, med 11 invånare per kvadratkilometer. Närmaste större samhälle är Miguel de la Madrid, 8,6 km nordväst om Arroyo de Cuba. I omgivningarna runt Arroyo de Cuba växer i huvudsak städsegrön lövskog.